# Attock Bridge
Die Attock Bridge oder Attock-Brücke ist eine Eisenbahnbrücke über den Indus in der Nähe der pakistanischen Orte Attock Kurd in der Provinz Punjab und Khairabad Kund in der Provinz Khyber Pakhtunkhwa.
Sie wurde in den Jahren 1880 bis 1883 von den Briten im damaligen Britisch-Indien gebaut, um Lahore und Peschawar mit der Punjab Northern State Railway zu verbinden. Sie war die erste und blieb die einzige Brücke über den Indus, bis 1889 die rund 755 km Luftlinie flussabwärts stehende Lansdowne Bridge eröffnet wurde. Heute ist sie ein Teil der Strecke Karatschi – Lahore – Rawalpindi – Peschawar.

## Geschichte

### Vorgeschichte
Die Brücke steht rund 2 km unterhalb der Mündung des Kabul in den Indus und des gegenüberliegenden Attock Fort, das Großmogul Akbar I. im 16. Jahrhundert anlegen ließ, um den Flussübergang der später Grand Trunk Road genannten großen Verkehrsverbindung zwischen Kabul in Afghanistan und Kalkutta im östlichen Indien zu bewachen. Alexander der Große hatte den Übergang benutzt und für die Briten war er im Rahmen des Great Game und der Anglo-Afghanischen Kriege ebenfalls von besonderer Bedeutung.

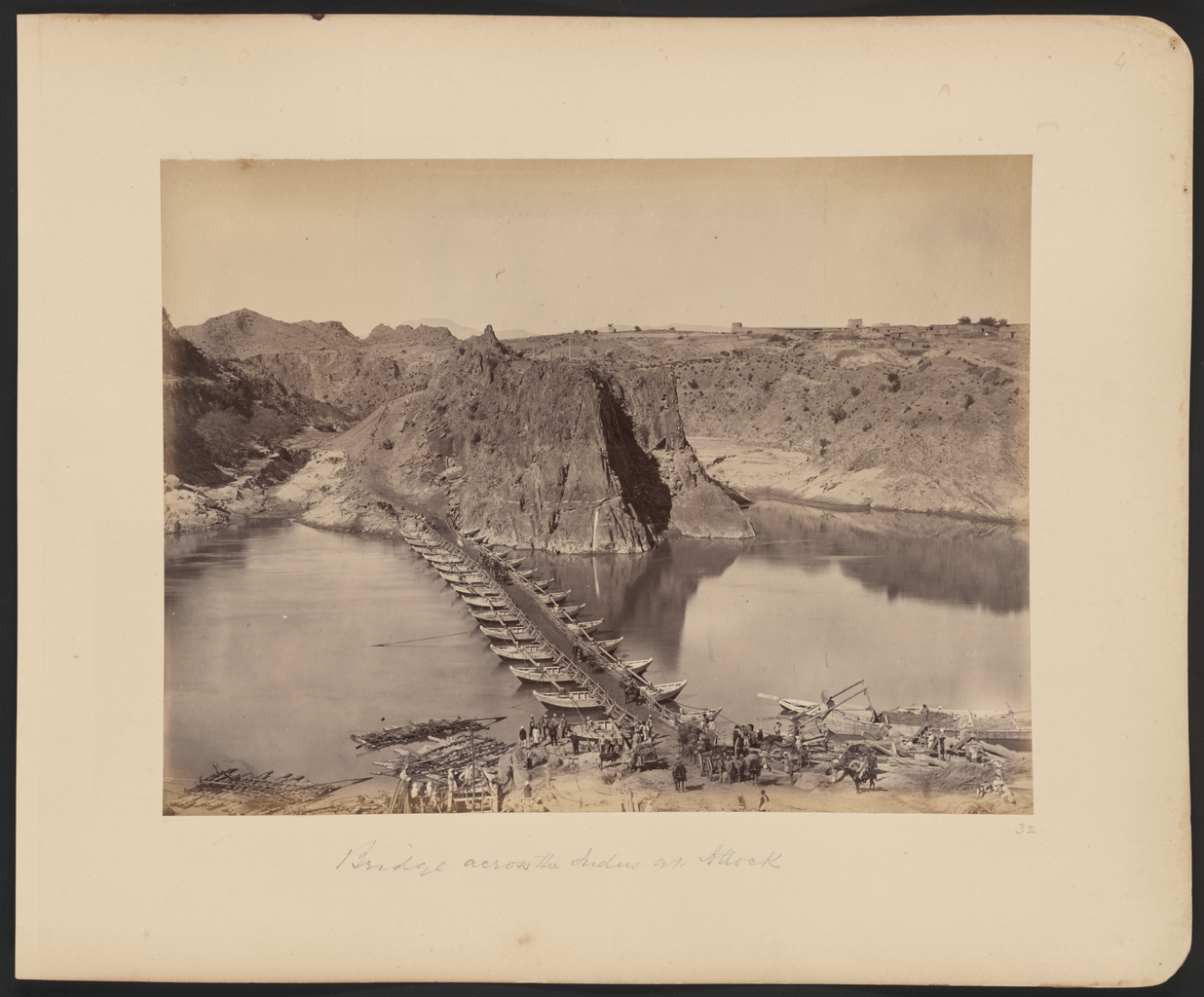
Schiffbrücke beim Attock Fort, das rechts oberhalb des Steilhangs erkennbar ist

Die Briten behalfen sich zunächst mit Schiffbrücken, die aber wegen der periodisch stark anschwellenden Strömung immer wieder abgebaut werden mussten. Aus militärischer Sicht erschien eine dauerhafte Flussquerung als außerordentlich wichtig. Die 1853 vorgelegten Pläne für zwei unterschiedliche Kettenbrücken wurden allerdings nicht weiterverfolgt, weil Ketten- und Hängebrücken anfällig gegenüber feindlichem Beschuss und für den Eisenbahnverkehr nicht als ausreichend stabil angesehen wurden. 1859 schlug Colonel A. Robertson einen Tunnel vor, mit dessen Bau 1860 begonnen wurde. Wegen Verzögerungen bei der Lieferung wichtiger Maschinen, schwer zu beherrschenden Problemen mit eindringendem Wasser  und den damit verbundenen Kostensteigerungen wurde der Tunnelbau 1862 schließlich aufgegeben, obwohl nur noch 79 m (258 ft) bis zum Durchbruch fehlten.

### Fachwerkträgerbrücke (1883)

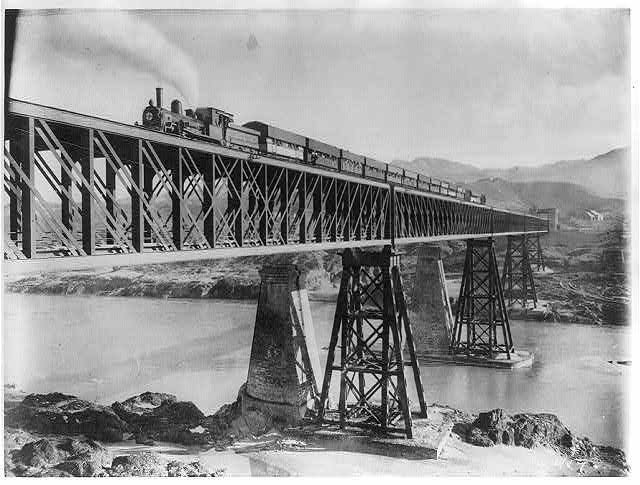
Attock Bridge ca. 1895

Nach Drängen des Militärs wurde ein Entwurf von Guildford L. Molesworth, dem damaligen Consulting Engineer to the Government of India und die von Francis O’Callaghan ausgearbeitete Tragwerksplanung akzeptiert und das Londoner Unternehmen Westwood, Baillie mit der Ausführung beauftragt.
Als Bauplatz wurde eine Stelle unterhalb der traditionellen Flussquerung gewählt, an dem der Fluss bei Niedrigwasser nur rund 180 m breit war und in der Mitte eine Felsinsel hatte, die als Untergrund für einen mittleren Pfeiler dienen konnte, so dass alle anderen Pfeiler am Ufer und auf den seitlichen Hängen errichtet werden konnten.  Andererseits musste man dort von einem Ansteigen des Wasserspiegels von 30 m (100 ft) ausgehen. Daraus entstand in den Jahren 1880 bis 1883 eine hoch über dem Fluss stehende, insgesamt 457 m (1500 ft) lange Brücke, deren Einfahrten von Burgtoren über den ersten 15 m der Gleise geschützt waren. Das Tal wurde von fünf schmiedeeisernen Fachwerkträgern mit Stützweiten von 78 m (257 ft) + 78 m + 94 m (308 ft) + 94 m + 78 m überquert, die von vier ebenfalls schmiedeeisernen Gerüstpfeilern getragen wurden. Die parallelgurtigen Fachwerkträger waren 8 m (26 ft) hoch; auf den oberen Gurten waren die Träger für das Eisenbahngleis angeordnet, während Querverbindungen zwischen den unteren Gurten die Fahrbahn für den Straßenverkehr trugen.
Wenige Jahre später wurden gemauerte Pfeiler vor den Gerüstpfeilern auf der Felsinsel und am Ufer errichtet, um sie vor Bäumen und anderen schweren Gegenständen zu schützen, die bei Hochwasser von der starken Strömung mitgeführt wurden.

### Fachwerkträgerbrücke (1929)

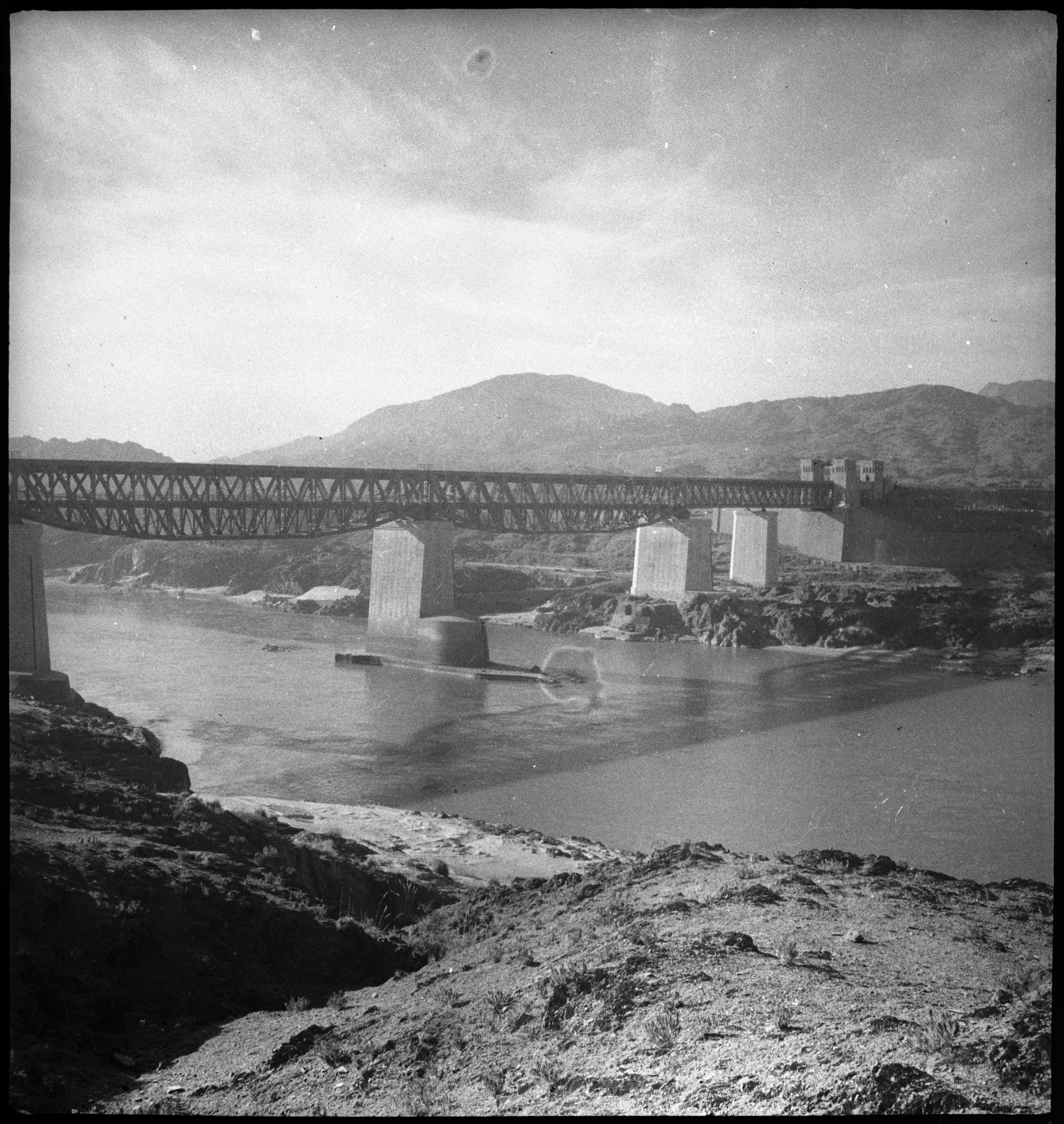
Foto von 1939/40 von Annemarie Schwarzenbach

In den 40 Jahren seit der Erbauung der Attock Bridge wurden die Lokomotiven und Züge schwerer und schneller. 1921 kam man zu dem Ergebnis, dass die Brücke unter den Lasten so sehr gelitten hatte, dass eine Erneuerung des Überbaus notwendig sei. Während des Baus wurden außerdem Unterspülungen an der Felsinsel festgestellt. Deshalb wurde die Insel mit Beton verstärkt. Die Gerüstpfeiler wurden in Betonpfeiler umgewandelt, wobei auch die älteren Schutzpfeiler einbezogen wurden, sodass die Brücke nun auf ungewöhnlich breiten Pfeilern steht. Über den beiden großen Hauptöffnungen wurden die alten Träger unter laufendem Verkehr durch stählernen Fischbauchträger ersetzt. Die Träger über den seitlichen Öffnungen wurden durch neue Betonpfeiler in der Mitte der seitlichen Öffnungen gestützt, so dass sich insgesamt zwei Stromöffnungen und sechs Seitenöffnungen ergaben. Am 30. August 1929 waren diese Erneuerungsarbeiten beendet.
1979 wurde oberhalb des Attock Fort die erste der beiden Betonbrücken für die Nationalstraße N-5 eröffnet, die den Straßenverkehr übernahm. Seitdem dient die Attock Bridge nur noch als Eisenbahnbrücke, deren unteres Deck den örtlichen Fußgängern überlassen wurde. Sie wird seitdem häufig als Old Attock Bridge bezeichnet.